# Vectron

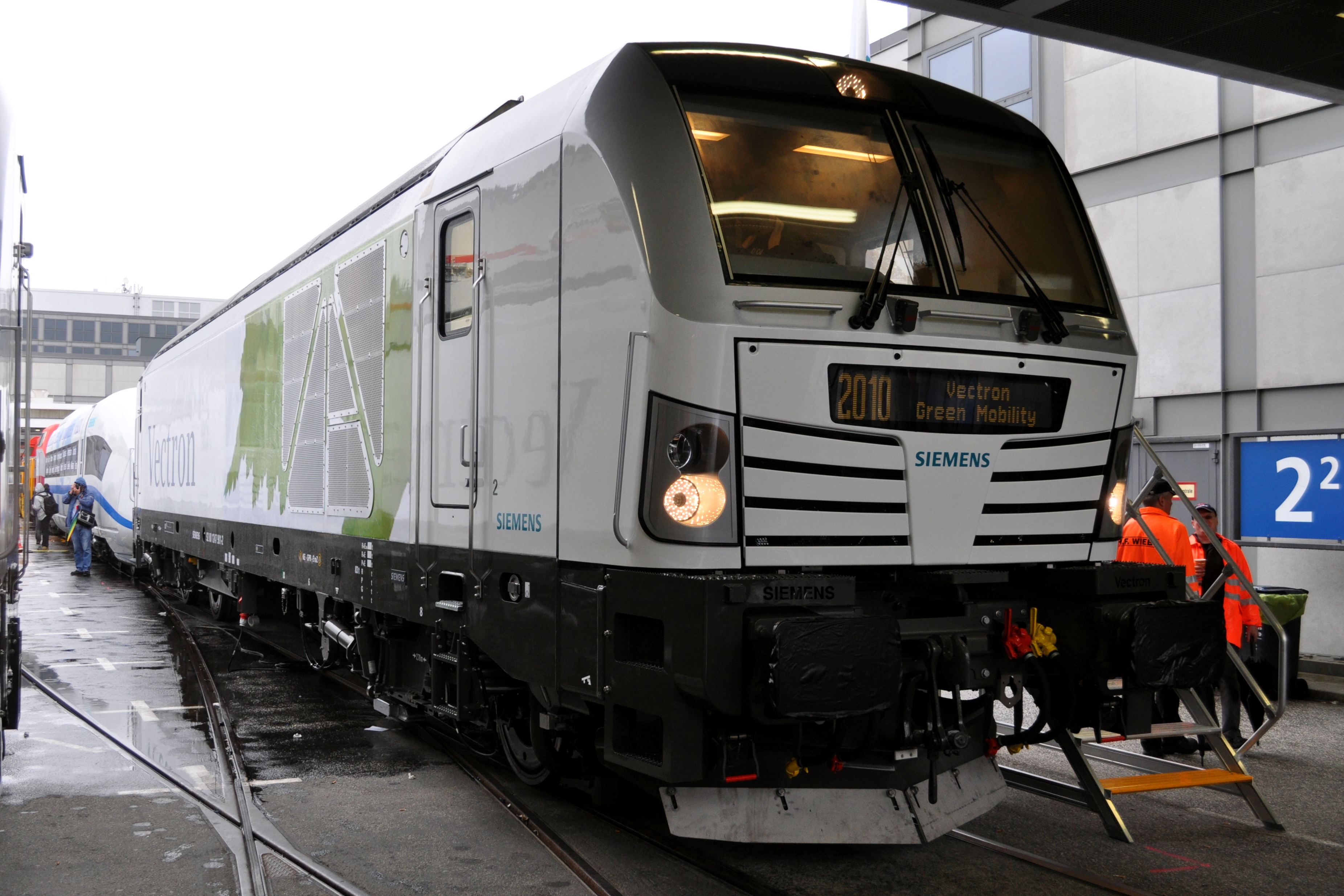
Siemens Vectron i dieselversion (Innotrans 2010)

Vectron är en loktypsserie från den tyska industrikoncernen Siemens Mobility som 2010 presenterades som efterföljare till loktypen Eurosprinter. Loktypen erbjuds i olika varianter och har en toppfart på 230 km/t. Samma år beställde Railpool sex lokomotiv för att användas i Österrike och Tyskland. 2012 provkördes ett av Siemens provlok i Sverige för att få den godkänd för trafik. Skandinaviska Jernbanor hyrde i december 2013 två lok av Railpool som kom att användas i Blå Tåget. Sedan 2016 leasar Snälltåget tre stycken Vectron som dragkraft där de fått littera 193. Hector Rail har köpt 20 stycken lok för användning i sina godståg, där de fått littera 243.